# 2007 TR436
2007 TR436, também escrito como 2007 TR436, é um corpo celeste que é classificado como um centauro, numa classificação estendida de centauros. Ele possui uma magnitude absoluta de 9,5 e tem um diâmetro estimado de cerca de 55 km.

## Descoberta
2007 TR436 foi descoberto no dia 14 de outubro de 2007 pelos astrônomos S. S. Sheppard e C. A. Trujillo.

## Órbita
A órbita de 2007 TR436 tem uma excentricidade de 0,595 e possui um semieixo maior de 62,994 UA. O seu periélio leva o mesmo a uma distância de 25,497 UA em relação ao Sol e seu afélio a 100 UA.